# Hoplosquilla
Hoplosquilla is een geslacht van kreeftachtigen uit de klasse van de Malacostraca (hogere kreeftachtigen).

## Soorten
- Hoplosquilla acanthurus (Tattersall, 1906)
- Hoplosquilla said Erdman & Manning, 1998